# Błędówko (gromada)
Błędówko – dawna gromada, czyli najmniejsza jednostka podziału terytorialnego Polskiej Rzeczypospolitej Ludowej w latach 1954–1972.
Gromady, z gromadzkimi radami narodowymi (GRN) jako organami władzy najniższego stopnia na wsi, funkcjonowały od reformy reorganizującej administrację wiejską przeprowadzonej jesienią 1954 do momentu ich zniesienia z dniem 1 stycznia 1973, tym samym wypierając organizację gminną w latach 1954–1972.
Gromadę Błędówko z siedzibą GRN w Błędówku utworzono – jako jedną z 8759 gromad na obszarze Polski – w powiecie płońskim w woj. warszawskim, na mocy uchwały nr VI/10/14/54 WRN w Warszawie z dnia 5 października 1954. W skład jednostki weszły obszary dotychczasowych gromad Błędowo, Błędówko, Błogosławie, Czarna, Falbogi Borowe, Janowo, Pomocnia, Śniadowo, Śniadówko, Swobodnia, Wojszczyce, Wola Błędowska i Zaręby ze zniesionej gminy Cieksyn w tymże powiecie. Dla gromady ustalono 11 członków gromadzkiej rady narodowej.
1 stycznia 1958 gromadę włączono do powiatu nowodworskiego w tymże województwie.
31 grudnia 1961 gromadę zniesiono, włączając jej obszar do nowo utworzonej gromady Nowy Modlin w tymże powiecie.